# Rodrigo Sebastià Alonso
Rodrigo Sebastià Alonso, més conegut com a Pere Roc II (Benidorm, 1993) és un pilotaire valencià, escalater en la posició de rest. El sobrenom de Pere Roc és un homenatge al seu iaio, gran aficionat a la pilota.

## Biografia
De menut, jugava als estius en Sella i els hiverns entrenava a Benidorm. Va destacar com a jugador juvenil, i va debutar a raspall, per mediació de Dorín, en una partida a Bellreguard on jugà de punter. En 2015, i després de guanyar el Trofeu Savipecho i altres tres campionats, es consolidava com el jugador professional més jove, amb 22 anys. Aquell mateix any seria finalista del Circuit i ja en 2016 guanyaria la Copa, juntament amb Jesús.
En 2017 va guanyar la XXVI Lliga Professional d'Escala i Corda juntament amb Fèlix i Monrabal, però no pogué revalidar el títol de Copa: al sendemà va començar a preparar-se per al XXXII Individual d'Escala i Corda amb el seu preparador habitual, Juanlu. No obstant això, est estiu també guanyà els trofeus de Torrent, Massamagrell i Vila-real.
En el XXXII Individual d'Escala i Corda destacà l'actuació en quarts de final, on s'imposà al vigent campió Puchol II per dos tantos de diferència.
L'any 2019 disputà dos finals contra Lluís de la Vega, llavors un aspirant un poc més jove que ell, davant el qual perdé en ambdós competicions.

## Palmarés
| A.   | Competicions                               |             | Mitger   | Punter     | Adversaris                |
| ---- | ------------------------------------------ | ----------- | -------- | ---------- | ------------------------- |
| 2018 | XXVII Lliga Professional d'Escala i Corda  | Campions    | Jesús    | Carlos     | Francés, Javi i Bueno     |
| 2017 | XXVI Lliga Professional d'Escala i Corda   | Campions    | Félix    | Monrabal   | Soro III i Javi           |
| 2019 | XXVIII Lliga Bankia d'Escala i Corda       | Subcampions | Santi    | Monrabal   | De la Vega, Félix i Nacho |
| 2015 | XXIV Circuit Professional d'Escala i Corda | Subcampions | Dani     | Monrabal   | Puchol II i Santi         |
| 2017 | XXXII Individual d'Escala i Corda          | Subcampió   |          |            | Soro III                  |
| 2018 | XXXIII Individual d'Escala i Corda         | Subcampió   |          |            | Puchol II                 |
| 2018 | XIII Trofeu Universitat de València        | Campions    | Jesús    | Carlos     | Puchol II i Héctor        |
| 2017 | II Trofeu Vila-real CF                     | Campions    | Félix    | Nacho      | Puchol II, Jesús i Carlos |
| 2016 | IX Copa Diputació                          | Campions    | Jesús    |            | Puchol II i Monrabal      |
| 2016 | X Trofeu Mestres                           | Campions    | Félix    | Carlos     | Soro III i Javi           |
| 2016 | I Trofeu Vila-real CF                      | Subcampions | Dani     | Tomàs II   | Francés, Javi i Monrabal  |
| 2022 | XVII Trofeu Enerhi                         | Campions    |          | Àlex       | De la Vega i Guillermo    |
| 2019 | XIV Diputació de València                  | Subcampions |          | Alejandro  | De la Vega i Adrián       |
| 2017 | XII Diputació de València                  | Subcampions |          | Pasqual II | Puchol II i Roberto       |
| 2017 | XXVIII Trofeu de Nadal                     | Subcampions | Santi    |            | Miguel, Héctor i Carlos   |
| 2011 | II Copa 2                                  | Campions    | Héctor I |            | Carlos I i Herrera        |

## Galeria
- Declaracions després la final del X Mestres de la Pilota (des. 2016)

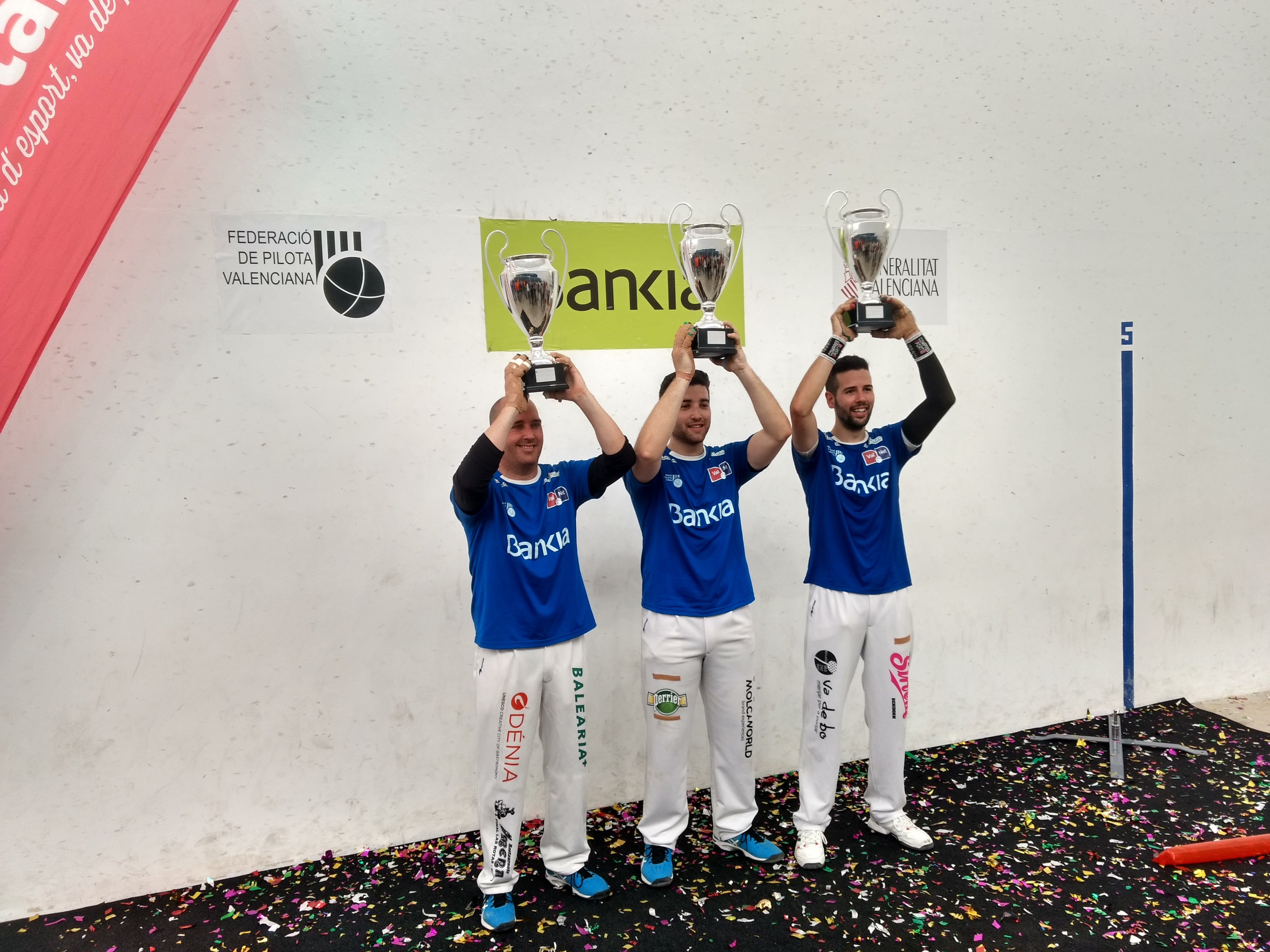
Declaracions després de la primera final de la Lliga (2017)
- XXVI Lliga, 2017
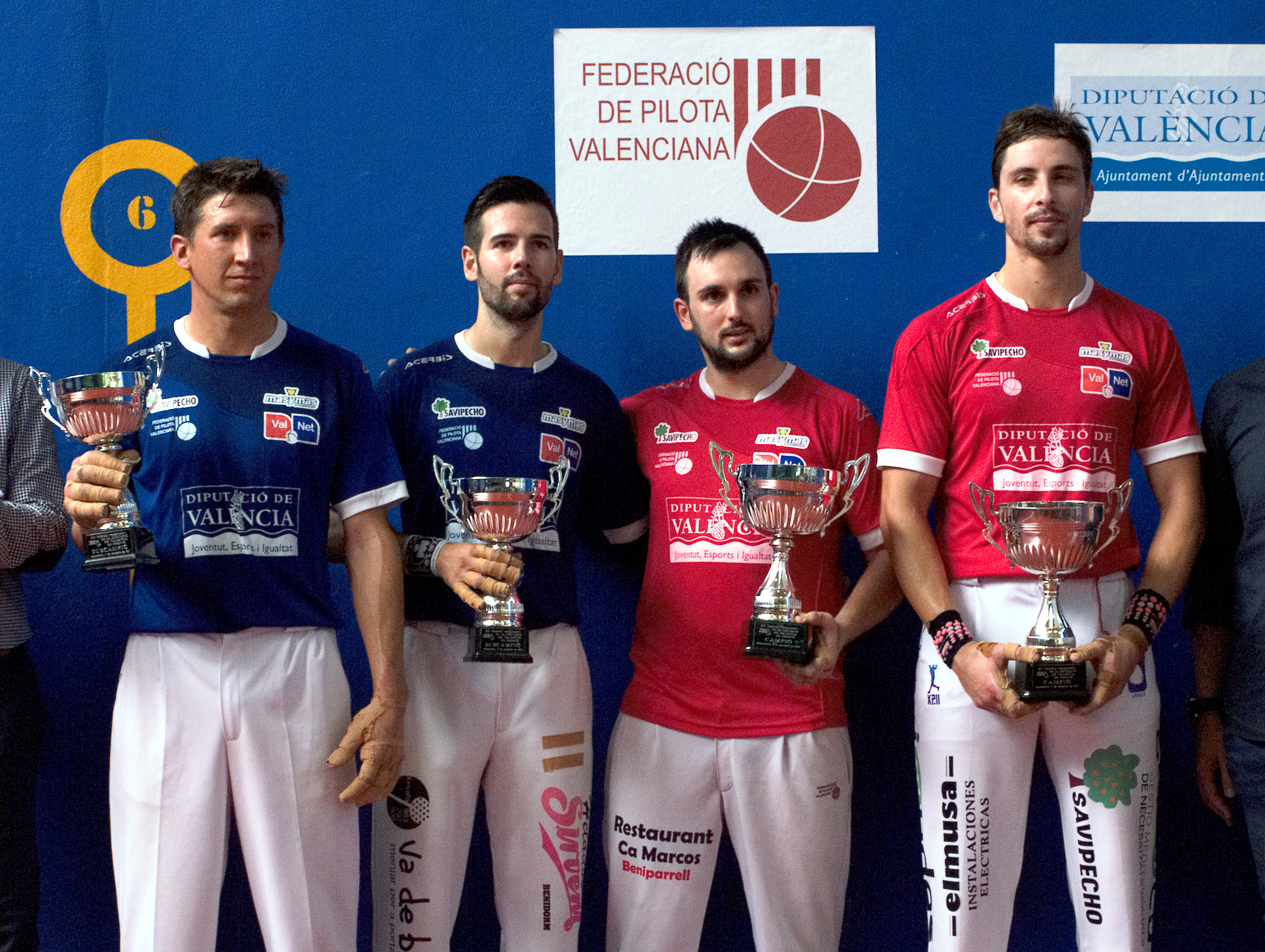
XII Diputació, 2017
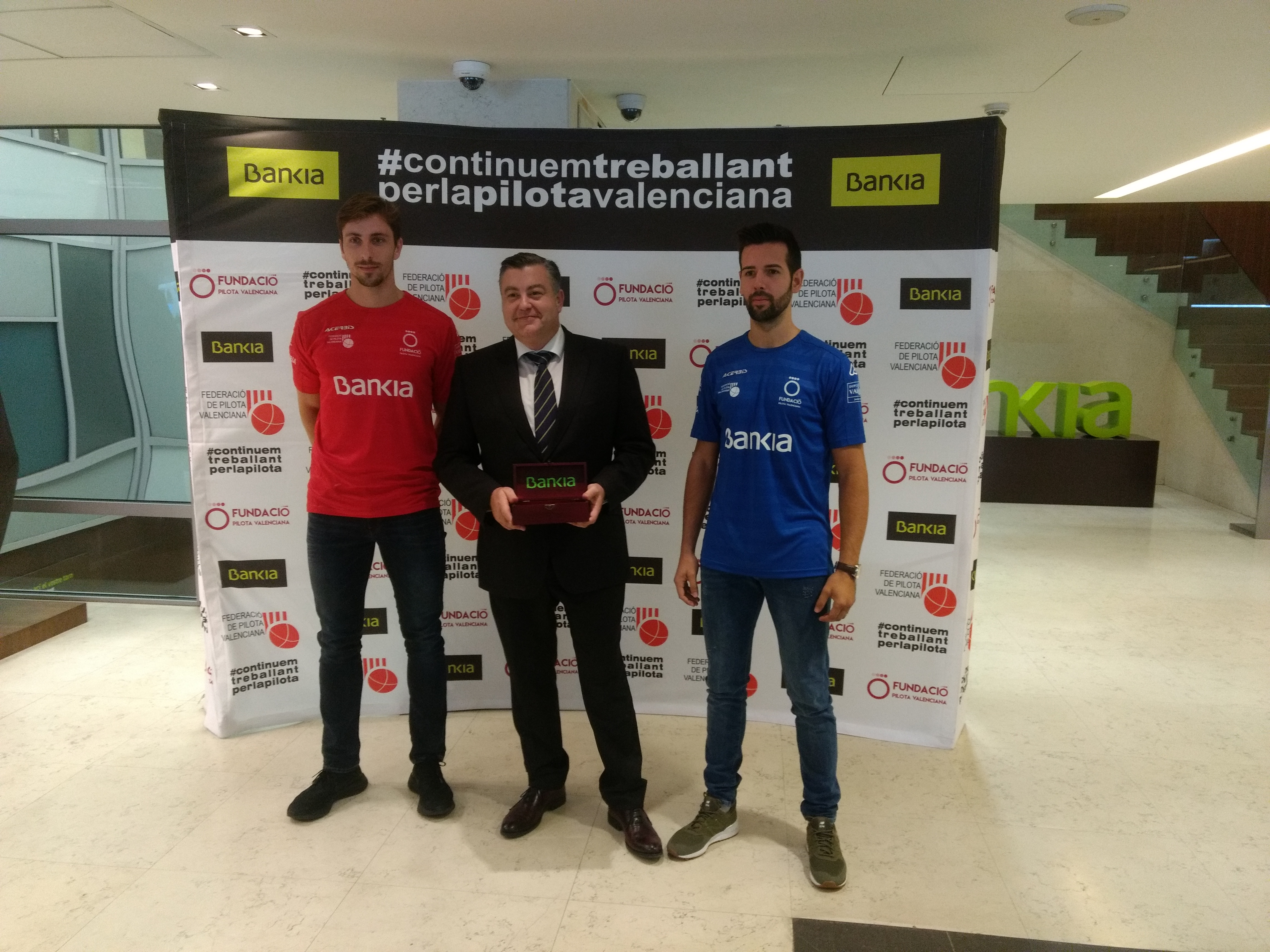
XXXIII Individual, 2018